# 崔維斯·伍德
崔維斯·艾蘭·伍德（英語：Travis Alan Wood，1987年2月6日—），為前美國職棒大聯盟的投手，生涯曾效力於紅人、小熊、皇家與教士等隊。

## 職業生涯

### 辛辛那提紅人
2010年7月1日，伍德登上大聯盟。他在生涯第三場先發就投出一場8局的完全比賽，可惜在9局上被敲出二壘安打破功，最後紅人甚至在延長賽輸球。9月4日，他從亞當·溫賴特手中敲出生涯首轟。整季他拿下5勝4敗，防禦率3.51。2011年，他拿下6勝6敗，防禦率4.84。

### 芝加哥小熊

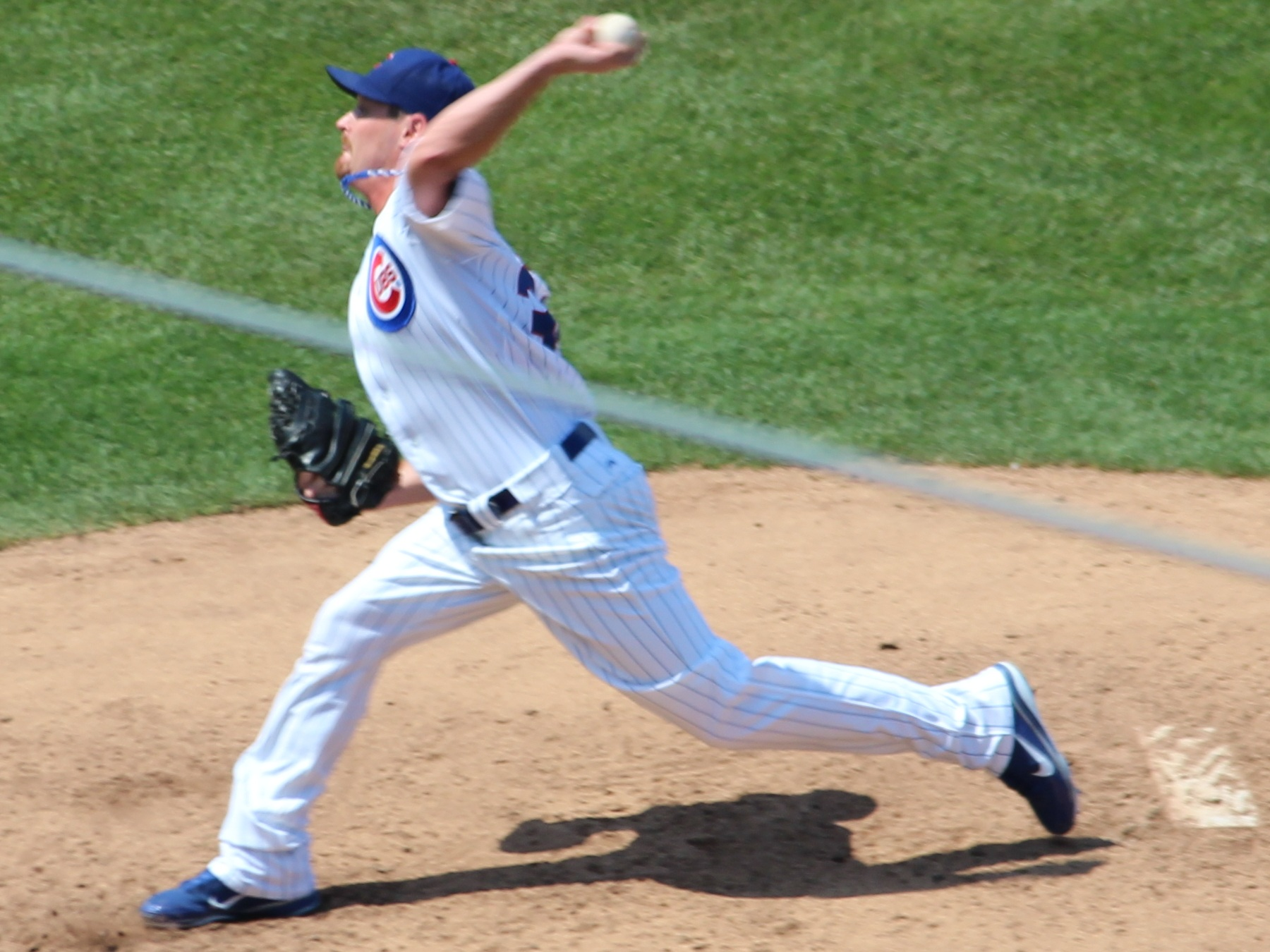
2012年的伍德

2011年12月21日，紅人將伍德、Dave Sappelt和Ronald Torreyes交易到小熊，換來Sean Marshall。在先發投手Chris Volstad拿下0勝6敗被下放到3A的情況下，小熊拉上了伍德。他在2012年拿下6勝13敗，防禦率4.27。
2013年5月19日，伍德成為隊史自摩德凱·布朗後，首位連續9場比賽繳出優質先發的投手。5月30日，他敲出生涯首發滿貫砲。他也在這年首度入選明星賽。
2014年，伍德再度從亞當·溫賴特手中開轟，這已經是他生涯第9轟。不過這年他表現掙扎，整季防禦率高達5.03。最後球隊將他移往牛棚，防禦率反而降至2.95，還拿下4次救援成功。
2016年，伍德拿下4勝0敗，防禦率2.95。2016年國家聯盟分區賽，他在第二場比賽開轟，成為隊史自1924年的Rosy Ryan後，第一位在季後賽開轟的投手。最後小熊一路打進世界大賽，並順利拿下冠軍，終結了山羊魔咒。

### 堪薩斯市皇家
2017年2月15日，伍德與皇家簽下2年1200萬美元的合約。他在球季初以牛棚投手身分出發，並在7月回到先發輪值。不過他這年在皇家的防禦率高達6.91，最後皇家認賠將他提前釋出。

### 聖地牙哥教士
2017年7月24日，皇家將伍德、艾斯圖瑞·魯易茲和Matt Strahm交易到教士，換來崔佛·卡希爾、Ryan Buchter和Brandon Maurer。他在12月17日遭到指定讓渡，20日被釋出。

### 底特律老虎
2018年1月29日，伍德與老虎簽下小聯盟約。不過他在春訓期間十字韌帶撕裂傷，最後球隊在3月8日將他釋出。

## 生涯投球成績
| 勝投 | 敗投 | 防禦率 | 出賽場次 | 先發 | 完投 | 完封 | 投球局數 | 安打 | 失分 | 自責分 | 全壘打 | 保送 | 三振 | 暴投 | 觸身球 |
| ---- | ---- | ------ | -------- | ---- | ---- | ---- | -------- | ---- | ---- | ------ | ------ | ---- | ---- | ---- | ------ |
| 47   | 59   | 4.26   | 298      | 147  | 0    | 0    | 994.0    | 938  | 514  | 471    | 120    | 370  | 801  | 93   | 35     |

## 個人生活
伍德目前已婚，並育有1子1女。

## 外部連結
- 球員資訊和成績在MLB，ESPN，Baseball-Reference，Fangraphs（英文）